# Herbert Bohnert
Herbert Bohnert (* 4. August 1928 in Lörrach; † 14. Februar 1994 ebenda) war ein deutscher Bildhauer und Grafiker.

## Leben
Herbert Bohnert lebte in Röttelnweiler und machte zunächst eine Ausbildung als Drechsler. Nach der Lehre absolvierte er ein Studium an der Kunsthandwerkschule in Bonndorf im Schwarzwald bei Walter Schelenz, der Kunstgewerbeschule in Basel beim Schweizer Maler Walter Bodmer sowie seit Mitte der 1950er Jahre an der Accademia di Belle Arti di Brera in Mailand bei Marino Marini. Bohnerts bevorzugte Materialien waren Ton, Metall und Holz, seine Lieblingsmotive waren Tiere. Seit 1956 war er freischaffend tätig und fertigte neben Skulpturen auch Keramiken und Reliefs. Als Grafiker schuf er neben Zeichnungen und Holzschnitte auch Lithographien.
In den 1960er und 1970er Jahren schuf er zahlreiche Farbholzschnitte, konzentrierte sich später auf Plastiken und Skulpturen und arbeitete als Bildhauer.

## Rezeption
Vom 13. Dezember 2018 bis zum 27. Januar 2019 zeigte das Dreiländermuseum eine Ausstellung seiner grafischen Arbeiten.

## Werke im öffentlichen Raum (Auswahl)

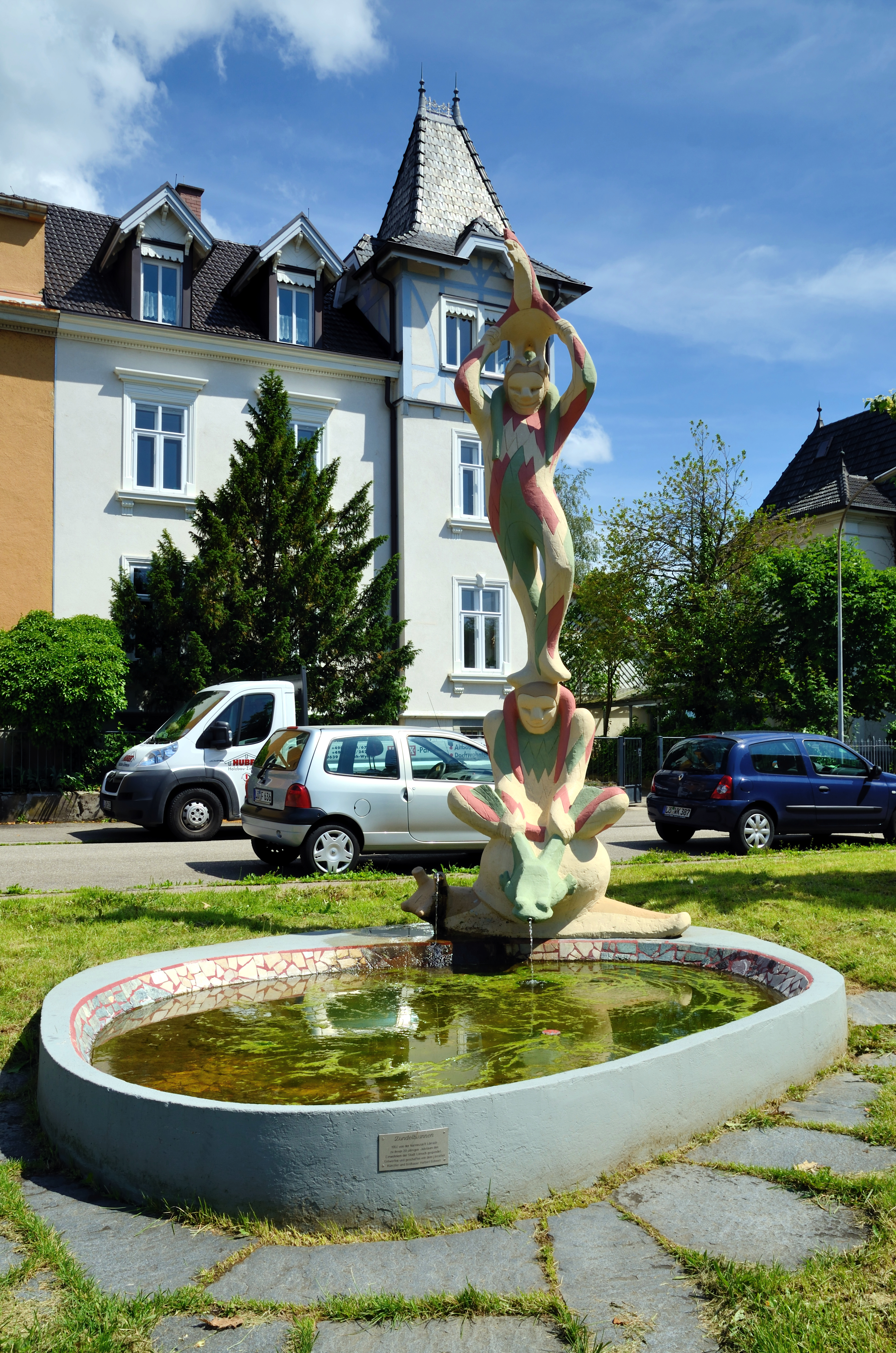
Zundelbrunnen in Lörrach-Stetten

- Zundelbrunnen, in Lörrach-Stetten (1956)
- Begegnung der Formen, Bronzeskulptur auf einem Steinsockel im Landschaftspark Grütt (1982–1983) in Lörrach
- Friedhofsbrunnen, Lörrach-Haagen

## Publikation
- mit Dieter Reinke: 	Nacht/Wachen & An/Denken. Gedichte mit zwölf Holzschnitten von Herbert Bohnert abgezogen auf den Druckstöcken. Lörrach 1983, ISBN 978-3-9800675-2-2.